# ГЕС Hādébùtè
ГЕС Hādébùtè (哈德布特水电站) — гідроелектростанція на північному заході Китаю в провінції Сіньцзян. Знаходячись між ГЕС Kěkětuōhǎi (вище по течії) та малою ГЕС Фуюнь (3,8 МВт), входить до складу каскаду на річці Іртиш (розташована на ділянці її верхньої течії, відомої у нас як Чорний Іртиш). 
В межах проекту річку перекрили кам'яно-накидною греблею із асфальтобетонним ущільненням висотою 44 метра, довжиною 170 метрів та шириною по гребеню 8 метрів. Вона утримує водосховище із нормальним рівнем поверхні на позначці 1071 метрів НРМ. 
Зі сховища по лівобережжю проклали дериваційну трасу загальною довжиною 13,9 км, основною частиною якої є тунель довжиною 13,6 км з діаметром 8,4 метра. Машинний зал станції обладнали чотирма турбінами потужністю по 50 МВт, які використовують напір у 250 метрів та забезпечують виробництво 604 млн кВт-год електроенергії на рік.